# Andy Taylor
Andy Taylor, all'anagrafe Andrew Arthur Taylor (Cullercoats, 16 febbraio 1961), è un chitarrista, cantante e produttore discografico britannico, noto per aver fatto parte dei gruppi Duran Duran e Power Station.

## Biografia
Nato e cresciuto a Cullercoats, nel Tyne and Wear, frequentò la Marden High School. Iniziò a suonare la chitarra all'età di undici anni cimentandosi subito con gruppi locali e diventando persino produttore di uno di questi all'età di sedici anni. Abbandonò presto gli studi per girare l'Inghilterra e l'Europa con diversi gruppi, esibendosi in piccoli locali e basi aeree militari.

### Duran Duran e Power Station
Andy si unì ai Duran Duran nel 1980, essendo di gran lunga il musicista del gruppo con più esperienza, e partecipò al rapido raggiungimento della fama nei cinque anni successivi. Nel 1982 sposò Tracey Wilson, una delle parrucchiere del gruppo, e la coppia ebbe quattro figli. Taylor investì i diritti nel mercato immobiliare e aprì anche un wine bar a Whitley Bay che chiamò "Rio", come uno dei singoli dei Duran Duran di maggior successo.
In seguito, però, Andy divenne progressivamente sempre più scontento del suono synth pop dei Duran Duran fortemente orientato all'uso di tastiere e sintetizzatori. Sentendo l'esigenza di dedicarsi ad un suono più rock, durante una pausa del gruppo si unì al bassista John Taylor, al batterista degli Chic Tony Thompson, ed al cantante Robert Palmer per creare il supergruppo Power Station. Con questa nuova band registrò tre singoli di successo e l'album di debutto e suonarono al Live Aid nel 1985.
Il gruppo segnò un netto distacco dallo stile new romantic dei Duran Duran rivolgendosi verso forme più vicine all'hard rock.
Nel 1985 tornò in studio con i Duran per registrare il singolo di successo A View to a Kill, presente nella colonna sonora del film Agente 007 - Bersaglio mobile.
Il 1986 lo vide impegnato ancora in studio con la band di Birmingham (ridotta a quartetto per l'abbandono del batterista Roger Taylor), per iniziare le registrazioni dell'album Notorious ma, dopo poco abbandonò definitivamente il gruppo non portando a termine le sessioni del nuovo disco.
Intanto registrò il singolo di successo Take It Easy per il film American Anthem
Poco dopo si unì con Steve Jones, ex chitarrista dei Sex Pistols, per registrare il suo primo disco da solista Thunder.

### Reunion
Nel 1996 Taylor ha preso parte alla riunione dei Power Station, e nel 2001 si è riunito con gli altri membri originali dei Duran Duran (per la prima volta dal 1985) per registrare del materiale inedito. L'album seguente, Astronaut, è caratterizzato da una miscela delle sonorità heavy tipiche dello stile di Taylor e da riff di sintetizzatore più vicini allo stile classico dei Duran Duran.
Nel 2006 gli altri membri dei Duran Duran hanno sciolto la loro collaborazione con Andy Taylor, pubblicando il 25 ottobre il seguente annuncio sul loro sito:
(Simon, John, Nick and Roger)
Nel 2008 Taylor pubblica la sua autobiografia Wild Boy, in cui riemergono i vecchi rancori tra lui e gli altri membri: il libro si propone di illustrare la vita dietro le quinte dei Duran Duran, tuttavia la versione del chitarrista viene categoricamente smentita dagli ex compagni.
Nel 2022 è stato reso noto che a Taylor è stato diagnosticato un tumore alla prostata. 

## Discografia

### Album in studio
- 1981 – Duran Duran
- 1982 – Rio
- 1983 – Seven and the Ragged Tiger
- 1986 – Notorious
- 2004 – Astronaut

### Discografia con i Power Station
- 1985 - The Power Station
- 1997 - Living in Fear
- 2003 - The Best of the Power Station

### Discografia solista
- 1987 - Thunder
- 1990 - Dangerous
- 1999 - The Spanish Sessions EP
- 2023 - Man's a Wolf To Man